# نظرية هوفستد للأبعاد الثقافية
تصف نظرية جيرت هوفستد للأبعاد الثقافية آثار ثقافة مجتمع ما على قيم أعضائه ومدى ارتباط هذه القيم بالسلوك، وذلك باستخدام بنية مستمدة من تحليل العوامل. وجرى استخدام هذه النظرية على نطاق واسع في العديد من المجالات كنموذج للبحث، لا سيما في علم النفس بين الثقافات والإدارة الدولية والتواصل بين الثقافات. وطور هوفستد نموذجه الأصلي نتيجة لاستخدام تحليل العوامل لفحص نتائج مسح على مستوى عالمي حول قيم الموظفين من قِبل شركة آي بي إم (IBM) في الستينيات والسبعينيات من القرن الماضي. وكانت النظرية إحدى أولى النظريات التي يمكن تقييمها كمًا، ويمكن استخدامها لتفسير الفوارق الملحوظة بين الثقافات.
واقترحت النظرية الأصلية أربعة أبعاد يمكن من خلالها تحليل القيم الثقافية: الفردية-الجماعية؛ وتجنب عدم اليقين؛ ومسافة السلطة (قوة التسلسل الهرمي الاجتماعي)، فضلاً عن الذكورة-الأنوثة (التوجه حسب المهام مقابل التوجه الشخصي). ودفعت البحوث المستقلة التي تم إجراؤها في هونغ كونغ هوفستد إلى إضافة بعد خامس؛ وهو التوجه طويل المدى؛ لتغطي جوانب القيم التي لم تُناقش في النموذج الأصلي. في طبعة عام 2010 من كتاب الثقافات والمنظمات: برامج للعقل (Cultures and Organizations: Software of the Mind)،  أضاف هوفستد بعدًا سادسًا، وهو الاسترسال مقابل ضبط النفس، كنتيجة لتحليل البيانات الخاص بمايكل مينكوف من مسح القيم العالمي. وعملت أبحاث إضافية على تحسين بعض الأبعاد الأصلية وأدخلت الفرق بين البيانات على المستوى القطري والبيانات على المستوى الفردي في التحليل.
وأرسى عمل هوفستد تقليدًا بحثيًا رئيسيًا في علم النفس الثقافي وتم الاعتماد عليه أيضًا من قِبل الباحثين والاستشاريين في الكثير من المجالات المتعلقة بالأعمال والاتصالات الدولية. ويظل مرجعًا رئيسيًا في المجالات بين الثقافات. وقد ألهم عددًا من دراسات القيم بين الثقافات الرئيسية الأخرى، وكذلك البحوث الخاصة بالجوانب الأخرى للثقافة مثل المعتقدات الاجتماعية.

## تاريخ ومنهجية البحث
في عام 1965، أسس جيرت قسم أبحاث الموظفين بشركة آي بي إم أوروبا (والذي أداره حتى عام 1971).
وبين عامي 1967 و1973، أجرى دراسة مسحية رئيسية بشأن اختلافات القيم الوطنية عبر الشركات التابعة لهذه الشركة متعددة الجنسيات في جميع أنحاء العالم: وعقد مقارنة لإجابات 117000 من عينات موظفي شركة آي بي إم المتطابقة في نفس الدراسة المسحية في بلدان مختلفة. وركز أبحاثه أولاً على أكبر 40 دولة، ثم مد نطاق البحث ليشمل 50 بلدًا و3 مناطق، «وهي في ذلك الوقت تُعتبر على الأرجح قاعدة البيانات الأكبر المتاحة في أي مكان، والتي تتسم بكونها متعددة الجنسيات ومتطابقة العينات.».
وحدد هذا التحليل الأولي الاختلافات المنهجية في الثقافات الوطنية على مستوى أربعة أبعاد رئيسية: [مسافة السلطة (PDI) والفردية (IDV) وتجنب عدم اليقين (UAI) والذكورة (MAS) التي يرد وصفها أدناه. كما يبين هوفستد على موقعه الإلكتروني الأكاديمي، فإن هذه الأبعاد تضع في الاعتبار «أربع مناطق للمشكلات الأنثروبولوجية والتي تتعامل معها المجتمعات الوطنية المختلفة بشكل متفاوت: طرق التعامل مع عدم المساواة الاجتماعية|عدم المساواة وطرق التعامل مع عدم اليقين وعلاقة الفرد مع مجموعته الرئيسية والآثار العاطفية لكون الشخص ذكرًا أم أنثى». في عام 1980، نشر كتاب عواقب الثقافة (Culture's Consequences)، وهو كتاب يجمع بين التحليل الإحصائي من دراسة البحث الاستقصائي وتجاربه الشخصية.
ومن أجل تأكيد النتائج الأولية للدراسة التي أجرتها آي بي إم وتوسيع نطاقها لتشمل مجموعة متنوعة من السكان، تم إجراء ست دراسات متعددة الجنسيات لاحقة بنجاح خلال الفترة من 1990 إلى 2002. وتضمنت العينات التي شملت ما بين 14 و28 بلدًا طيارين يعملون بشركات الطيران التجارية وطلاب ومديري خدمة مدنية ورواد «متاجر راقية» ونخب. وأرست البحوث المجمعة درجات قيمة على الأبعاد الأربعة لإجمالي 76 بلدًا ومنطقة.
في عام 1991، أجرى مايكل هاريس بوند وزملاؤه دراسة بين الطلاب في 23 بلدًا، باستخدام أداة استقصائية تم تطويرها مع الموظفين والمديرين الصينيين. وقادت نتائج هذه الدراسة هوفستد لإضافة بعد خامس جديد إلى النموذج: التوجه طويل المدى (LTO)، الذي كان يُسمى في البداية دينامية الكونفوشيوسية. في عام 2010، تم تمديد الدرجات الخاصة بهذا البعد إلى 93 بلدًا بفضل بحث مايكل مينكوف الذي استخدم مسح القيم العالمي الأخير.
في النهاية، قاد تحليل بيانات مسح القيم العالمي لـ 93 عينة تمثيلية من السكان الوطنيين جيرت هوفستد إلى تحديد البعد السادس الأخير: الاسترسال مقابل ضبط الذات.

## أبعاد الثقافات الوطنية
- مؤشر مسافة السلطة (PDI): «مسافة السلطة هو مدى قبول توقع الأعضاء الأقل سلطة في المنظمات والمؤسسات (مثل الأسرة) بأن تكون السلطة موزعة توزيعًا غير متكافئ.» وتتوقع الثقافات التي تجيز مسافة سلطة منخفضة وتقبل علاقات القوة التي تكون أكثر استشارية أو ديمقراطية. ويرتبط الأشخاص ببعضهم البعض بشكل أكبر كأشخاص متكافئين بغض النظر عن مكانتهم الرسمية. والمرؤوسون هم أكثر ارتياحًا مع صناعة القرارات الخاصة بمن هم في السلطة ويطالبون بالحق في المشاركة في ذلك وانتقاد هذه العملية. وفي البلدان ذات مسافة سلطة مرتفعة، يقبل الأشخاص الأقل قوة بعلاقات القوة التي تكون أكثر استبدادًا وأبوية. ويعترف المرؤوسون بقوة الآخرين استنادًا إلى وضعهم في بعض المناصب الهرمية الرسمية. وعلى هذا النحو، فإن مؤشر مسافة السلطة (بُعد القوة) الذي يعرفه هوفستد لا يعكس اختلافًا موضوعيًا في توزيع القوة، ولكن يعكس طريقة إدراك الأشخاص لفوارق السلطة.
- الفردية (IDV) مقابل الجماعية: «مدى اندماج الأفراد في المجموعات». في المجتمعات الفردية، ينصب التركيز على الإنجازات الشخصية وحقوق الأفراد. ومن المتوقع أن يقوم الأشخاص بالدفاع عن حقوقهم وحقوق أسرهم واختيار انتماءاتهم. وفي المقابل، في المجتمعات الجماعية، يتصرف الأفراد في الغالب كأعضاء في مجموعة أو منظمة متماسكة ومستمرة مدى الحياة (لاحظ أن: «كلمة جماعية في هذا المعنى ليس لها معنى سياسي: فهي تشير إلى المجموعة وليس إلى الدولة»). لدى الناس أسر ممتدة كبيرة، والتي تُستخدم كحماية في مقابل الولاء الذي لا شك فيه.
- مؤشر تجنب عدم اليقين  (UAI): «تحمل المجتمع لعدم اليقين والغموض». وهذا المؤشر يعكس مدى سعي أعضاء المجتمع للتعامل مع القلق من خلال تقليل عدم اليقين. ويميل الناس في الثقافات التي تتمتع بدرجة عالية من تجنب عدم اليقين إلى أن يكونوا أكثر عاطفية. وهم يحاولون الحد من حدوث الظروف غير المعروفة وغير العادية والمضي قدمًا مع التغيرات تدريجيًا من خلال تخطيط وتنفيذ القواعد والقوانين واللوائح التنظيمية. وفي المقابل، يقبل الناس في الثقافات ذات المستوى المنخفض من تجنب عدم اليقين المواقف غير المنظمة أو البيئات المتغيرة ويشعرون بالراحة حيالها ويسعون لتكون لديهم قواعد قليلة بقدر الإمكان. والناس في هذه الثقافات تميل إلى أن تكون أكثر براغماتية، ويكونون أكثر تحملاً للتغيير.
- الذكورة (MAS) مقابل الأنوثة: «توزيع الأدوار العاطفية بين الأنواع الاجتماعية». وتكمن قيم الثقافات الذكورية في المنافسة والحزم والمادية والطموح والقوة، في حين أن الثقافات الأنثوية تضع قيمة أكبر على العلاقات ونوعية الحياة. في الثقافات الذكورية، تكون الاختلافات بين أدوار الجنسين أكثر إثارة وأقل مرونة في الثقافات الأنثوية، حيث يكون لدى الرجال والنساء نفس القيم مع التأكيد على التواضع والرعاية. ونتيجة لتحريم النشاط الجنسي في كثير من الثقافات، لا سيما النشاط الجنسي الذكوري، وبسبب التعميمات الواضحة بين الجنسين التي تنطوي عليها مصطلحات هوفستد، فغالبًا ما تتم إعادة تسمية هذا البعد من قبل مستخدمي عمل هوفستد، على سبيل المثال، لتصبح «كمية الحياة مقابل نوعية الحياة».
- التوجه طويل المدى (LTO)، مقابل التوجه قصير المدى: كان يُسمى في الأول «الدينامية الكونفوشيوسية»، ويصف الأفق الزمني للمجتمعات. وتولي المجتمعات ذات التوجه طويل المدى أهمية أكبر للمستقبل. وهذه المجتمعات تعزز القيم الواقعية الموجهة نحو المكافآت، بما في ذلك الاستمرارية والادخار والقدرة على التكيف. في المجتمعات الموجهة على المدى القصير، ترتبط القيم المدعومة بالماضي والحاضر، بما في ذلك الثبات واحترام التقاليد وحفظ الوجه والمعاملة بالمثل والوفاء بالالتزامات الاجتماعية.

### الاختلافات بين الثقافات بشأن أبعاد القيم
من خلال تجميع الدرجات الوطنية معًا (بدءًا من 1 وصعودًا حتى الرقم 120)، يتيح نموذج الأبعاد الستة الخاص بهوفستد المقارنة الدولية بين الثقافات، وهذا يُسمى أيضًا البحث المقارن:
- يُظهر مؤشر مسافة السلطة درجات عالية جدًا للدول اللاتينية والأسيوية والمناطق الإفريقية والعالم العربي. وعلى الجانب الآخر، تتمتع الدول التي تتحدث الإنجليزية والألمانية بمسافة سلطة أقل (فقط 11 للنمسا و18 للدنمارك).

على سبيل المثال، تمتلك الولايات المتحدة الدرجة 40 على المقياس الثقافي لتحليل هوفستد. ومقارنة بغواتيمالا التي تكون فيها مسافة السلطة مرتفعة جدًا (95) وإسرائيل التي تكون فيها منخفضة جدًا (13)، فإن الولايات المتحدة تحل في الوسط.
وفي أوروبا، يميل مسافة السلطة إلى أن تكون أقل في البلدان الشمالية وأعلى في المناطق الجنوبية والشرقية: على سبيل المثال، تبلغ 68 في بولندا و57 في إسبانيا، مقابل 31 للسويد و35 للمملكة المتحدة.
- فيما يتعلق بمؤشر النزعة الفردية، هناك فجوة واضحة بين البلدان المتقدمة والغربية من جهة والبلدان الأقل نموًا والشرقية من جهة أخرى. ويمكن اعتبار أمريكا الشمالية وأوروبا من الأماكن ذات النزعة الفردية العالية مع درجات عالية نسبيًا: على سبيل المثال، 80 لكندا والمجر. في المقابل، تتمتع آسيا وإفريقيا وأمريكا اللاتينية بقيم ذات نزعة جماعية قوية: تسجل كولومبيا فقط 13 نقطة على مقياس النزعة الفردية وتسجل إندونيسيا 14 نقطة. ويمكن إظهار التباين الأكبر عند مقارنة بلدين وفقًا لهذا البُعد: 6 نقاط لغواتيمالا مقابل 91 نقطة للولايات المتحدة الأمريكية. وتتمتع اليابان والعالم العربي بقيم متوسطة على هذا البُعد.
- درجات تجنب عدم اليقين تكون أعلى في بلدان أمريكا اللاتينية وبلدان جنوب وشرق أوروبا، بما في ذلك الدول التي تتحدث اللغة الألمانية واليابان. وهي أقل بالنسبة للدول ذات الثقافة الإنجليزية ودول الشمال الأوروبي وبلدان الثقافة الصينية. ومع ذلك، هناك عدد قليل من البلدان يتمتع بدرجات منخفضة جدًا على مؤشر تجنب عدم اليقين. على سبيل المثال، تتمتع ألمانيا بدرجة عالية على مؤشر تجنب عدم اليقين (65) وتتمتع بلجيكا بدرجة أعلى (94) مقارنة بالسويد (29) أو الدنمارك (23)، وذلك على الرغم من القرب الجغرافي.
- الذكورة منخفضة للغاية في بلدان الشمال الأوروبي: تسجل النرويج 8 بينما تسجل السويد 5 درجات فقط. في المقابل، تكون الذكورة عالية للغاية في اليابان (95) وفي الدول الأوروبية مثل المجر والنمسا وسويسرا يتجلى تأثير الثقافة الألمانية. في البلدان ذات الثقافة الإنجليزية، تكون درجات الذكورة عالية نسبيًا، حيث تبلغ 66 بالنسبة للمملكة المتحدة على سبيل المثال. وتقدم البلدان اللاتينية درجات متناقضة: على سبيل المثال، تسجل فنزويلا 73 درجة في حين أن تشيلي تسجل 28 فقط.
- عادة ما يتم العثور على درجات عالية للتوجه طويل المدى في شرق آسيا، حيث تسجل الصين 118 وهونغ كونغ 96 واليابان 88. وتكون هذه الدرجات متوسطة في أوروبا الشرقية والغربية ومنخفضة في بلدان الثقافة الإنجليزية والعالم الإسلامي وإفريقيا وفي أمريكا اللاتينية. ومع ذلك، هناك بيانات أقل حول هذا البُعد.
- هناك بيانات أقل حول البُعد السادس. حيث تكون درجات الاسترسال أعلى في أمريكا اللاتينية وأجزاء من إفريقيا وعالم الثقافة الإنجليزية وبلدان الشمال الأوروبي؛ وغالبًا ما توجد حالات ضبط النفس في شرق آسيا وأوروبا الشرقية والعالم الإسلامي.

### ارتباطات القيم مع اختلافات الدول الأخرى
جمع الباحثون بعض البلدان معًا عن طريق مقارنة درجات القيم مع اختلافات البلدان الأخرى مثل القرب الجغرافي واللغة المشتركة والخلفية التاريخية ذات الصلة والمعتقدات والممارسات الدينية المماثلة والتأثيرات الفلسفية المشتركة والأنظمة السياسية المتطابقة، بعبارة أخرى كل شيء مشمول في تعريف ثقافة الأمة. فعلى على سبيل المثال، يرتبط انخفاض مسافة السلطة بالممارسات السياسية الاستشارية وعدالة الدخل، في حين يرتبط ارتفاع مسافة السلطة باستخدام الرشوة والفساد في السياسات الداخلية وعدم المساواة في توزيع الدخل. وترتبط النزعة الفردية ارتباطًا إيجابيًا بالتنقل بين الطبقات الاجتماعية وبالثروة الوطنية. وفي الواقع، عندما يصبح البلد أكثر ثراءً، فإن ثقافته تصبح أكثر ميلاً للنزعة الفردية.
ثم وضع مثال آخر للترابط بواسطة شركة سيجما تو جروب (Sigma Two Group) عام 2003. فقد درسوا العلاقة بين الأبعاد الثقافية للبلدان وديانتهم السائدة، استنادًا إلى كتاب حقائق العالم (World Factbook) 2002. وفي المتوسط، تظهر البلدان ذات الأغلبية الكاثوليكية مستويات عالية للغاية في تجنب عدم اليقين ومسافة سلطة مرتفعة نسبيًا ونسبة متوسطة في الذكورة وانخفاض نسبي في النزعة الفردية، في حين أن البلدات ذات الأغلبية الملحدة يكون لديها مستويات منخفضة في تجنب عدم اليقين ومسافة سلطة مرتفعة للغاية وذكورة متوسطة وانخفاض كبير في النزعة الفردية.

### تطبيقات النموذج

#### لماذا من المهم أن نكون على بينة بالاختلافات الثقافية؟
«الثقافة هي في كثير من الأحيان مصدر للصراع أكثر من كونها مصدرًا للتآزر. والاختلافات الثقافية هي في أفضل الحالات مصدر للإزعاح، وفي كثير من الأحيان مصدر للكوارث.»
وعلى الرغم من الأدلة التي تشير إلى أن الجماعات تختلف عن بعضها البعض، فإننا نميل إلى الاعتقاد بأن أعماق جميع الناس هي واحدة. وفي الواقع، فإنه نظرًا لأننا لا ندرك بشكل عام ثقافات البلدان الأخرى، فإننا نميل إلى التقليل من الاختلافات الثقافية. وهذا يؤدي إلى سوء فهم [سوء تفسير بين الناس من مختلف البلدان].
فبدلاً من ظاهرة التقارب التي توقعناها مع توفر تكنولوجيات المعلومات («ثقافة القرية العالمية»)، لا تزال الاختلافات الثقافية ذات شأن كبير اليوم ويميل التنوع إلى الزيادة. لذلك، فإنه من أجل أن نكون قادرين على التمتع بعلاقات محترمة بين الثقافات، يجب أن نكون على دراية بهذه الاختلافات الثقافية.
وفي ظل هذا النموذج، سلط جيرت هوفستد الضوء على هذه الاختلافات. ويمكن استخدام هذه الأداة لإعطاء لمحة عامة وفهم تقريبي للثقافات الأخرى وما يمكن توقعه منها وكيفية التصرف تجاه الجماعات من البلدان الأخرى.

#### ما هي التطبيقات العملية لهذه النظرية؟
ربما يُعتبر جيرت هوفستد أشهر عالم اجتماع متخصص في الثقافات وعالم أنثروبولوجيا في سياق التطبيقات الخاصة بفهم الأعمال التجارية الدولية. وتشير العديد من االمقالات والأبحاث العلمية إلى منشوراته، مع أكثر من 20000 استشهاد بكتابه الصادر عام 2003 Culture's Consequences: Comparing Values, Behaviors, Institutions and Organizations Across Nations (نتائج الثقافة: مقارنة القيم والسلوكيات والأعراف والتنظيمات بين مختلف أنحاء الدول) (الذي يُعتبر نسخة محدثة من أول منشور له). يُستخدم نموذج الأبعاد الخمسة على نطاق واسع في العديد من مجالات الحياة الاجتماعية الإنسانية، ولا سيما في مجال الأعمال. وتم تطوير التطبيقات العملية على الفور. وفي الواقع، عندما يتعلق الأمر بالأعمال التجارية، فإن تعزيز الحساسية الثقافية سوف يساعد الناس على العمل بفاعلية أكثر مع الأشخاص من البلدان الأخرى، وسوف يساهم في جعل المعاملات ناجحة.

##### التواصل الدولي
في مجال الأعمال التجارية، من المتفق عليه بشكل عام أن التواصل يُعتبر من الاهتمامات الأساسية. لذلك، فإنه بالنسبة للمهنيين الذين يعملون على المستوى الدولي - الأشخاص الذين يتعاملون يوميًا مع أشخاص آخرين من بلدان مختلفة داخل شركتهم أو مع شركات أخرى في الخارج - فإن نموذج هوفستد يقدم رؤى بشأن الثقافات الأخرى. وفي الواقع، يتطلب التواصل بين الثقافات أن تكون هناك دراية بالفوارق الثقافية، لأنه ما قد يُعتبر مقبولاً بشكل مثالي وطبيعي في بلد ما، قد يكون مثيرًا للإرباك أو حتى مهينًا في بلد آخر. وتتأثر جميع المستويات في التواصل بالأبعاد الثقافية: الاتصال الشفهي (الكلمات واللغة نفسها) والتواصل غير الشفهي (لغة الجسد والإشارات) وأوامر ونواهي آداب السلوك (الملابس وتقديم الهدايا والطعام والعادات والبروتوكول). وهذا يصلح أيضًا للتواصل المكتوب كما هو مبين في مقال ويليام وردروب «Beyond Hofstede : Cultural applications for communication with Latin American Businesses (ما بعد هوفستد: التطبيقات الثقافية للتواصل مع الشركات الأمريكية اللاتينية».

##### التفاوض الدولي
في مجال المفاوضات الدولية، سوف يتغير أسلوب التواصل والتوقعات وتصنيف القضايا والأهداف حسب البلدان الأصلية للمفاوضين. وإذا تم التطبيق بشكل صحيح، يجب أن يزيد فهم الأبعاد الثقافية من النجاح في المفاوضات وتقليل الإحباط والصراعات.
على سبيل المثال، في التفاوض بين صينيين وكنديين، قد يرغب المفاوضون الكنديون في التوصل إلى اتفاق وتوقيع عقد، بينما قد يرغب المفاوضون الصينيون في قضاء المزيد من الوقت في الأنشطة غير التجارية والمحادثات الصغيرة والضيافة مع تفضيل البروتوكول والشكل من أجل إقامة علاقة أولاً.
"عند التفاوض في الدول الغربية، فإن الهدف هو العمل نحو تحقيق التفاهم المتبادل والاتفاق و"المصافحة" عندما يتم التوصل إلى اتفاق - إشارة ثقافية بنهاية المفاوضات وبدء "العمل معًا".
في دول الشرق الأوسط، تحدث الكثير من المفاوضات التي تؤدي إلى "اتفاق" يُعبَّر عنه بالمصافحة. ومع ذلك، فإن الصفقة لا تكون مكتملة في ثقافة الشرق الأوسط. في الواقع، إنها علامة ثقافية على أن المفاوضات "الجادة" تكون مجرد بداية."

##### الإدارة الدولية
تكون هذه الاعتبارات صحيحة أيضًا في مجال الإدارة الدولية والقيادة متعددة الثقافات. ويجب أن تستند القرارات المتخذة إلى عادات وقيم البلد.
وعند العمل في الشركات الدولية، ربما يقوم المديرون بتوفير التدريب لموظفيهم من أجل أن يتم جعلهم على دراية بالاختلافات الثقافية وتطوير ممارسات تجارية تنطوي على اختلافات بسيطة مع وضع بروتوكولات بين البلدان. وتقدم أبعاد هوفستد مبادئ توجيهية لتحديد المناهج المقبولة ثقافيًا للشركات المؤسسية.
وكجزء من المجال العام، يُستخدم عمل جيرت هوفستد من قِبل الشركات الاستشارية في جميع أنحاء العالم. ولكن 3 فقط منها يتم اعتبارهم شركاء ويحظون بالدعم الكامل من هوفستد من خلال الاتصال المنتظم معه.
- تقدم الشركة الأمريكية ITAP International Inc. وتابعتها ITAP International Alliance خدمات استشارية كاملة قائمة على نهج هوفستد الذي يستخدم الثقافة في Workplace Questionnaire™[15]
- على نحو مماثل، تقدم شركة Itim international، التي يقع مقرها في فنلندا الخدمات الاستشارية والتدريب الخاص بالثقافة والإدارة.

وينصب تركيز شركة *Itim focus، التي يقع مقرها في هولندا وفنلندا، على الخدمات الاستشارية للتغيير على المستوى المؤسسي.

##### التسويق الدولي
كما هو الحال في مجالات التواصل والتفاوض والإدارة، يُعتبر نموذج الأبعاد الخمسة مفيدًا جدًا في مجال التسويق الدولي أيضًا، لأنه يحدد القيم الوطنية ليس فقط في سياق الأعمال التجارية ولكن بشكل عام أيضًا. وقد درست ماريكا دي مويج (Marieke de Mooij) تطبيق نتائج هوفستد في مجال العلامات التجارية العالمية والإستراتيجية الإعلانية وسلوك المستهلك. وفي إطار سعي الشركات لتكييف منتجاتها وخدماتها وفقًا للعادات والتفضيلات، فإنه يتعين عليها فهم خصوصية أسواقها.
على سبيل المثال، إذا أردت تسويق سيارات في بلد يكون فيه بُعد تجنب عدم اليقين عاليًا، فيجب التأكيد على سلامة السيارات، في حين في بلدان أخرى يمكنك بناء إعلاناتك على الصورة الاجتماعية التي تعطيها لك.
ويُعد تسويق الهاتف الخلوي مثالاً آخر على تطبيق نموذج هوفستد للاختلافات الثقافية: إذا أردت الإعلان عن الهواتف الخلوية في الصين، فيمكن إظهار الخبرة الجماعية، في حين يمكنك في الولايات المتحدة إظهار كيفية استخدام الفرد للهاتف لتوفير الوقت والمال.
وتعد المجموعة المتنوعة لتطبيق النظرية المجردة لهوفستد كبيرة للغاية لدرجة أنه قد تم ترجمتها في مجال تصميم مواقع الإنترنت، التي يتعين عليك فيها التكيف مع التفضيلات الوطنية وفقًا لقيم الثقافات.

## القيود المفروضة على نموذج هوفستد
على الرغم من أن نموذج هوفستد يُعد مقبولاً بشكل عام باعتباره الإطار الأكثر شمولاً لقيم الثقافات الوطنية لدى أولئك الذين يدرسون ثقافة الأعمال التجارية، إلا أن صلاحيته وقيوده قد تعرضت لانتقادات على نطاق واسع. ولإعطاء مثال واحد فقط، في مقالة نُشرت مؤخرًا في مجلة أكاديمية الإدارة (Academy of Management) التي تحمل الاسم The Academy of Management Review، يقوم غاليت إيلون بتحليل كتاب هوفستد نتائج الثقافة وفقًا للطريقة التفكيكية من خلال إعكاس صورة الكتاب حسب الافتراضات والمنطق الخاص بالكتاب. ويجد إيلون تناقضات على مستوى كل من النظرية والمنهجية، ويحذر من القراءة غير الدقيقة للأبعاد الثقافية التي ذكرها هوفستد.

### خيار المستوى الوطني الجدلي
بصرف النظر عن الأبعاد الثقافية الخمسة لهوفستد، هناك عوامل أخرى يمكن على أساسها تحليل الثقافة. وهناك مستويات أخرى لتقييم الثقافة. ويتم التغاضي عن هذه المستويات في كثير من الأحيان بسبب طبيعة بناء هذه المستويات.

#### المستوى الفردي: الأبعاد الثقافية مقابل الشخصيات الفردية
يقر هوفستد بأن الأبعاد الثقافية التي حددها، مثل الثقافة والقيم، هي بنى اجتماعية. فهي أدوات تم تصميمها لاستخدامها في التطبيقات العملية. والتعميمات حول ثقافة بلد ما هي مفيدة، ولكن يجب اعتبارها كمبادئ توجيهية من أجل فهم أفضل. وهي أبعاد على مستوى مجموعات، وتصف المعدلات الوطنية التي تنطبق على السكان في مجملها. وتمكن الأبعاد الثقافية الخاصة بهوفستد المستخدمين من تمييز البلدان، ولكنها ليست حول الاختلافات بين أعضاء المجتمعات. وهي لا تحدد بالضرورة الشخصيات. ولا يجب أبدًا تفسير الدرجات الوطنية على أنها حتمية للأفراد. فعلى سبيل المثال، يمكن أن يكون شخص ياباني مرتاحًا للغاية في الأوضاع المتغيرة، في حين أنه في المتوسط يكون لدى الشعب الياباني درجة عالية من تجنب عدم اليقين. ومع ذلك، هناك استثناءات لهذه القاعدة.
ويمكن مقارنة نظرية هوفستد بنظيرتها على المستوى الفردي: نظرية السمات حول الشخصية الإنسانية.

#### المستوى المؤسسي
داخل البلدان أو بينها، يكون الأفراد جزءًا من مؤسسات مثل الشركات. ويقر هوفستد بأن «أبعاد الثقافات الوطنية ليست ذات صلة فيما يتعلق بالمقارنة بين المؤسسات داخل نفس البلد». وعلى النقيض من الثقافات الوطنية، التي تُعتبر جزءًا لا يتجزأ من القيم، تكون الثقافات المؤسسية جزءًا لا يتجزأ من الممارسات.
ومن عام 1985 إلى 1987، أجرى معهد الأبحاث حول التعاون بين الثقافات (IRIC) الخاص بجيرت  مشروعًا بحثيًا منفصلاً من أجل دراسة الثقافة المؤسسية. وشمل المشروع 20 وحدة مؤسسية في بلدين (الدنمارك وهولندا)، وتم تحديد ستة أبعاد مختلفة للممارسات أو مجتمعات الممارسة:
- التوجه حسب الإجراء مقابل التوجه حسب النتائج
- التوجه حسب الموظفين مقابل التوجه حسب الوظيفة
- الأبرشي مقابل المهني
- الأنظمة المفتوحة مقابل الأنظمة المغلقة
- التحكم السائب مقابل التحكم المشدد
- البرغماتية مقابل المعيارية

تنطوي إدارة المؤسسات الدولية على فهم الثقافات الوطنية والمؤسسية على حد سواء. وتُعتبر مجتمعات الممارسة عبر الحدود مهمة للشركات متعددة الجنسيات من أجل الحفاظ على وحدة الشركات.

#### المستوى المهني
داخل المستوى المهني، هناك درجة معينة من القيم والمعتقدات التي يحملها الناس فيما يتعلق بالثقافات المؤسسية والوطنية. وثقافة الإدارة كمهنة تنطوي على مكونات من الثقافات الوطنية والمؤسسية. وهذا تمييز مهم عن المستوى المؤسسي.

#### المستوى الجنساني
عند وصف الثقافة، لا تؤخذ الاختلافات بين الجنسين بعين الاعتبار بشكل كبير. ومع ذلك، هناك عوامل معينة مفيدة للتحليل في مناقشة التواصل بين الثقافات. وداخل كل مجتمع، تختلف ثقافة الرجال اختلافًا كبيرًا عن ثقافة النساء. وعلى الرغم من أن الرجال والنساء يستطيعون في كثير من الأحيان القيام بنفس المهام من المنظور التقني، إلا أن هناك في كثير من الأحيان رموزًا يتمتع كل جنس باستجابة مختلفة تجاهها. وفي المواقف التي يستجيب فيها أحد الجنسين بطريقة بديلة للأدوار المقررة له، فإن الجنس الآخر قد لا يقبل الدور المنحرف. ويمكن مقارنة مستوى التفاعلات التي يعيشها الأشخاص المعرضون للثقافات الأجنبية بتفاعلات السلوك الجنسانية للجنس الآخر. وتتوقف درجة التمايز بين الجنسين في بلد ما بشكل أساسي على الثقافة داخل ذلك البلد وتاريخه.